# 高振順
高振順（英語：Johnson Chun-shun KO，1951年—），香港商人，有「工業股殼王」之譽。任先豐服務集團有限公司副主席、精電國際有限公司董事會主席、協合新能源集團有限公司董事會前副主席和瑞東集團有限公司執行董事。是高穎欣的父親。

## 生平
出生於福建的高振順，最早是當時裁縫起家，其後經營外匯，在國際貿易和工業擁有30年經驗，便在1992年先後入股志正國際（吉利汽車前身）、從嘉域集團旗下的友利電訊（中國9號健康產業前身）、凱威國際（先豐服務前身）、良記集團（優派能源發展前身），但已先後出售給其他民營以及國有企業，包括中信集團等著名企業，後來已收購了財政問題企業，包括香港葯業集團（協合新能源前身）、亞洲電信媒體（瑞東集團前身）、精電國際、永恒策略、歡喜傳媒、盛源控股、光啟科學、拉近網娛、EDS Wellness Holdings、順昌集團等。
而其兒子高軒庭為「格匯隆」主要本港董事，有報道指出高振順投資內地版本「格隆匯」，但極力否認。
2015年4月13日，高振順家族財團瑞東金融、機管局主席蘇澤光、董平（文化中國傳播（阿里巴巴影業前身）前主席）、內地著名導演徐崢、寧浩、高志凱等人，合共認購21控股有限公司1,731,416,556股（代價為6.806億港元）股份，完成後更名「歡喜傳媒集團有限公司」。
因此成為「工業股殼王」之稱，但由於高振順在財經界為人低調，所以外界人士對其認識不深。